# Thank You for Bombing
Thank You for Bombing (auch Good Morning Kabul) ist ein österreichischer Spielfilm aus dem Jahr 2015 von Barbara Eder. Die Premiere erfolgte am 11. September 2015 am 40. Toronto International Film Festival. Beim Zurich Film Festival lief der Film im September 2015 in der Wettbewerbssektion Fokus Schweiz, Deutschland, Österreich und wurde als bester Spielfilm ausgezeichnet. In Österreich wurde der Film im März 2016 auf der Diagonale in Graz gezeigt.

## Handlung
Der Film behandelt das Thema der Kriegsberichterstattung anhand dreier Handlungsstränge mit drei fiktiven internationalen Fernsehjournalisten, die lose miteinander verbunden sind. Den gemeinsamen Hintergrund bildet die Verbrennung von Bänden des Koran in Afghanistan im Februar 2012.
Der österreichische Kriegsberichterstatter Ewald lieferte jahrelang Bilder von Terror und Krieg auf die Fernsehbildschirme, unter anderem 1992 vom Bosnienkrieg, wo sein Team angegriffen wurde und sein Kameramann ums Leben kam. Ewald ist seitdem ein psychisches Wrack. Trotzdem erhält er vom Chefredakteur den Auftrag, nach Kabul zu fliegen. Am Flughafen Wien-Schwechat glaubt er, den Mörder seines Kameramanns wiederzuerkennen.
Die junge, aufstrebende und attraktive US-Reporterin Lana ist bereits in Afghanistan vor Ort, wird allerdings von ihren Kollegen als Frau nicht ernst genommen und etwa während eines Liveeinstiegs in Kabul begrapscht. Sie erhofft sich eine große Karriere, indem sie zwei US-Soldaten ausforschen möchte, die mehrere Koranausgaben verbrannt haben sollen. Die beiden möchten von ihr für ein Interview jedoch Sex.
Von Nachrichtenreporter Cal, einem abgebrühten und irren Adrenalin-Junkie, werden spektakuläre Bilder erwartet. Wenn es nicht genügend „Sehenswertes“ zu filmen gibt, hat er auch kein Problem damit, Szenen selbst zu inszenieren. Nachdem er in Kabul vergeblich auf einen Volksaufstand gegen die US-Truppen wartet, ist er bereit, selbst die Taliban zu besuchen und dabei sein Leben aufs Spiel zu setzen.

## Produktion
Die Dreharbeiten fanden von Oktober 2013 bis Jänner 2014 in Wien, Jordanien und Kabul statt. Unterstützt wurde der Film vom Österreichischen Filminstitut, dem Filmfonds Wien und von Filmstandort Austria, beteiligt war der Österreichische Rundfunk. Produziert wurde der Film von Lotus Film. Für den Ton zeichneten Atanas Tcholakov und Alexander Koller verantwortlich, für das Kostümbild Christine Ludwig und für das Szenenbild Maria Gruber. Neben Deutsch und Englisch wird im Film Serbokroatisch, Paschtu und Dari gesprochen.
Barbara Eder konzipierte den Film ursprünglich als Dokumentation. Im Zuge einer einjährigen Recherche in Beirut, an der libanesisch-syrischen Grenze sowie in Afghanistan machte sie Bekanntschaften mit in Kriegsgebieten tätigen Reportern und Fotografen. Anschließend kam sie zum Schluss, die Erlebnisse in einem fiktiven Kontext verarbeiten zu müssen, um den Krisenberichterstattern nicht beruflich zu schaden.
Im Oktober 2016 wurde der Film auf DVD, Blu-ray und als Video-on-Demand veröffentlicht.

## Auszeichnungen

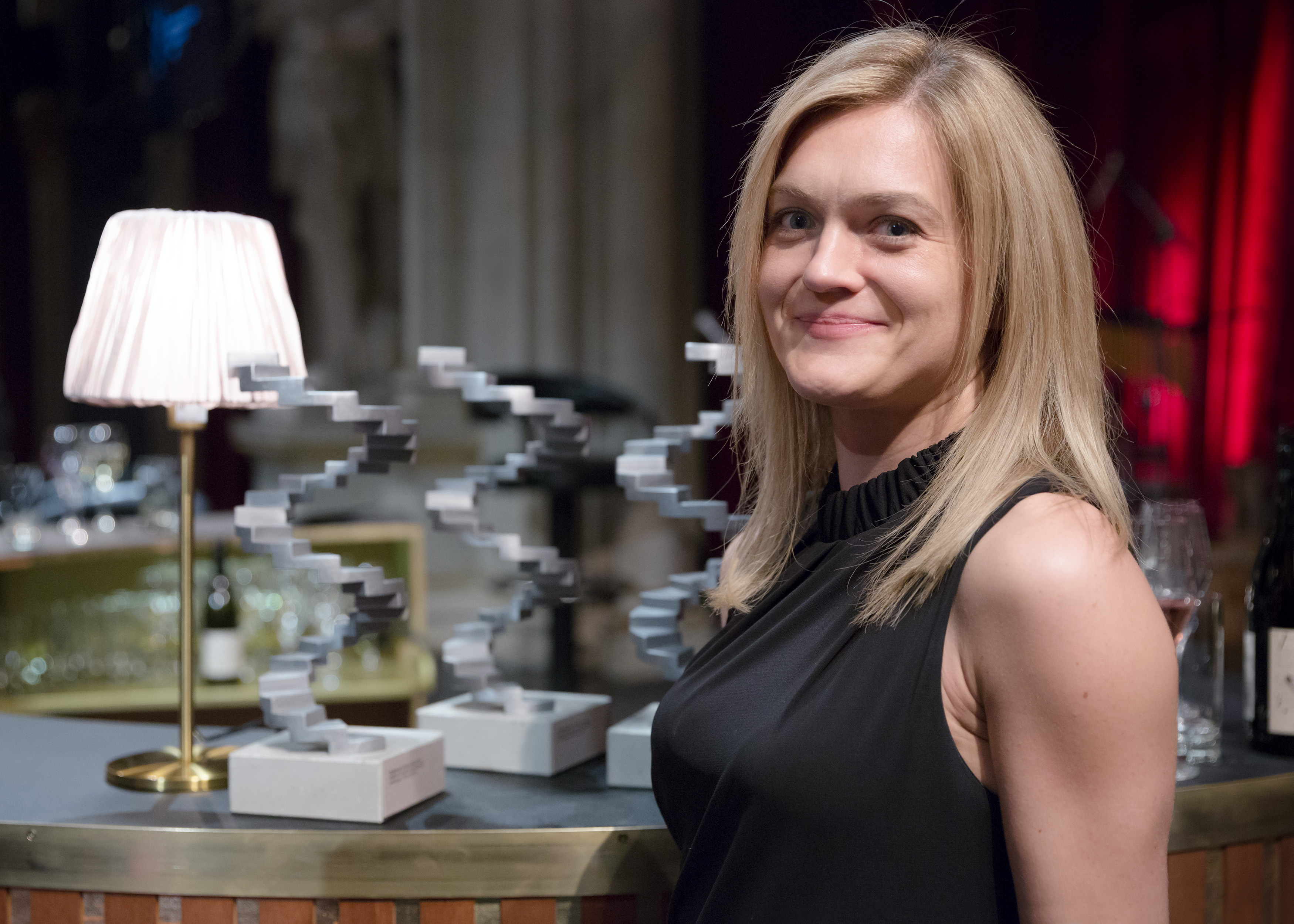
Barbara Eder beim Österreichischen Filmpreis 2017

- 2015: Zurich Film Festival – bester Film der Kategorie Fokus Schweiz, Deutschland, Österreich[10]
- 2016: Diagonale – Diagonale-Schauspielpreis an Erwin Steinhauer[11]
- 2016: Diagonale – Preis Innovative Produktionsleistung der Verwertungsgesellschaft für audiovisuelle Medien (VAM) an Lotus Film[11]
- 2016: Filmkunstfest Mecklenburg-Vorpommern – Hauptpreis Der Fliegende Ochse an Barbara Eder[12]
- 2016: Filmkunstfest Mecklenburg-Vorpommern – Preis der Jury der deutschsprachigen Filmkritik in der FIPRESCI an Barbara Eder[12]
- 2016: Schnitt-Preis an Monika Willi und Claudia Linzer[13]
- 2016: Wiener Filmpreis im Rahmen der Viennale – bester Spielfilm[14]
- 2017: Österreichischer Filmpreis 2017
  - Auszeichnungen in den Kategorien Bester Spielfilm, Beste Regie, Bestes Drehbuch und Bester Schnitt
  - Nominierungen in den Kategorien Beste weibliche Darstellerin (Manon Kahle), Bester männlicher Darsteller (Raphael von Bargen), Bestes Kostümbild (Christine Ludwig) und Beste Maske (Helene Lang)[15][16]

## Rezeption
Das Kinomagazin Skip schrieb: „Thank you for bombing wirft einen glasklaren Blick auf das zynische Geschäft der Kriegsberichterstattung: Ein Film, der deutlich macht, wie schwer unabhängiger Krisenjournalismus umzusetzen ist.“ Auf der Viennale 2016 wurde der Film als bester Spielfilm mit dem Wiener Filmpreis ausgezeichnet, mit der Begründung der Jury, dass der Film vor allem medien- und gesellschaftsanalytische Fragen aufwerfe und zur Reflexion über die Unterscheidung zwischen echter Information und propagandistischer Desinformation beitrage.
DerStandard.at urteilte: „Dass die einzelnen Erzählungen mitunter selbst einen reißerischen Ton anschlagen, mag auf den ersten Blick unangenehm verstören, erfüllt aber seinen Zweck. Denn ausgerechnet in seinen dramatisch zugespitzten Momenten vermittelt dieser Film am eindringlichsten das Gefühl der unmittelbaren Zeugenschaft. Auch wenn man dann vielleicht lieber wegsehen würde.“ Und Simon Hadler schrieb auf Orf.at: „Kriegsreporter wissen, dass es starke Geschichten braucht - leise Töne werden nicht gehört. Auch Eder weiß das.“